# Renault R.S.18
Der Renault R.S.18 ist der Formel-1-Rennwagen von Renault für die Formel-1-Weltmeisterschaft 2018. Er ist der 23. Formel-1-Wagen von Renault. Er wurde am 20. Februar  2018 präsentiert.

## Technik und Entwicklung
Wie alle Formel-1-Fahrzeuge des Jahres 2018 ist der Renault R.S.18 ein hinterradangetriebener Monoposto mit einem Monocoque aus kohlenstofffaserverstärktem Kunststoff (CFK). Außer dem Monocoque bestehen viele weitere Teile des Fahrzeugs, darunter die Karosserieteile und das Lenkrad aus CFK. Die Bremsscheiben sind aus hitzebeständiger kohlenstofffaserverstärkter Siliziumkarbidkeramik.
Der R.S.18 ist das Nachfolgemodell des R.S.17. Da das technische Reglement zur Saison 2018 weitgehend stabil blieb, ist das Fahrzeug größtenteils eine Weiterentwicklung.
Angetrieben wird der R.S.18 von einem in der Fahrzeugmitte montierten 1,6-Liter-V6-Motor von Renault mit einem Turbolader sowie einem 120 kW starken Elektromotor, es ist also ein Hybridelektrokraftfahrzeug. Die Kraft wird über ein sequentielles, mit Schaltwippen betätigtes Achtganggetriebe übertragen. Das Fahrzeug hat nur zwei Pedale, ein Gaspedal (rechts) und ein Bremspedal (links). Genau wie viele andere Funktionen wird die Kupplung, die nur beim Anfahren aus dem Stand verwendet wird, über einen Hebel am Lenkrad bedient.
Die Gesamtbreite des Fahrzeugs beträgt 2000 mm, die Breite zwischen Vorder- und Hinterachse 1600 mm, die Höhe 950 mm. Der Frontflügel hat eine Breite von 1800 mm, der Heckflügel ist 950 mm breit und 800 mm hoch. Der Diffusor ist insgesamt 175 mm hoch und 1050 mm breit. Der Wagen ist mit 305 mm breiten Vorderreifen und mit 405 mm breiten Hinterreifen des Einheitslieferanten Pirelli ausgestattet, die auf 13-Zoll-Rädern montiert sind.
Der R.S.18 hat, wie alle Formel-1-Fahrzeuge seit 2011, ein Drag Reduction System (DRS), das durch Flachstellen eines Teils des Heckflügels den Luftwiderstand des Fahrzeugs auf den Geraden verringert, wenn es eingesetzt werden darf. Auch das DRS wird mit einem Schalter am Lenkrad des Wagens aktiviert.
Anders als sein Vorgängermodell, ist der R.S.18 mit dem Halo-System ausgestattet, das einen zusätzlichen Schutz für den Kopf des Fahrers bietet. Durch dieses System erhöht sich das Gewicht des Fahrzeugs auf 733 kg. Die auffällige Finne an der Motorabdeckung, die das Vorgängermodell hatte, fehlt wegen einer Änderung des technischen Reglements.

## Lackierung und Sponsoring
Der R.S.18 ist überwiegend in Gelb und Schwarz lackiert.
Zusammen mit dem Hersteller Renault werben Castrol, Estrella Galicia, Genii Capital, Infiniti, Mapfre, Microsoft und RCI Banque auf dem Fahrzeug.

## Fahrer
Renault tritt in der Saison 2018 mit den Fahrern Nico Hülkenberg und Carlos Sainz jr. an.

## Ergebnisse
| Fahrer                          | Nr.                             | 1  | 2  | 3 | 4   | 5   | 6  | 7 | 8 | 9   | 10  | 11 | 12 | 13  | 14 | 15 | 16 | 17  | 18 | 19  | 20  | 21  | Punkte | Rang |
| ------------------------------- | ------------------------------- | -- | -- | - | --- | --- | -- | - | - | --- | --- | -- | -- | --- | -- | -- | -- | --- | -- | --- | --- | --- | ------ | ---- |
| Formel-1-Weltmeisterschaft 2018 | Formel-1-Weltmeisterschaft 2018 |    |    |   |     |     |    |   |   |     |     |    |    |     |    |    |    |     |    |     |     |     | 122    | 4.   |
| N. Hülkenberg                   | 27                              | 7  | 6  | 6 | DNF | DNF | 8  | 7 | 9 | DNF | 6   | 5  | 12 | DNF | 13 | 10 | 12 | DNF | 6  | 6   | DNF | DNF | 122    | 4.   |
| C. Sainz                        | 55                              | 10 | 11 | 9 | 5   | 7   | 10 | 8 | 8 | 12  | DNF | 12 | 9  | 11  | 8  | 8  | 17 | 10  | 7  | DNF | 12  | 6   | 122    | 4.   |

| Legende  | Legende            | Legende                                                          |
| Farbe    | Abkürzung          | Bedeutung                                                        |
| -------- | ------------------ | ---------------------------------------------------------------- |
| Gold     | –                  | Sieg                                                             |
| Silber   | –                  | 2. Platz                                                         |
| Bronze   | –                  | 3. Platz                                                         |
| Grün     | –                  | Platzierung in den Punkten                                       |
| Blau     | –                  | Klassifiziert außerhalb der Punkteränge                          |
| Violett  | DNF                | Rennen nicht beendet (did not finish)                            |
| Violett  | NC                 | nicht klassifiziert (not classified)                             |
| Rot      | DNQ                | nicht qualifiziert (did not qualify)                             |
| Rot      | DNPQ               | in Vorqualifikation gescheitert (did not pre-qualify)            |
| Schwarz  | DSQ                | disqualifiziert (disqualified)                                   |
| Weiß     | DNS                | nicht am Start (did not start)                                   |
| Weiß     | WD                 | zurückgezogen (withdrawn)                                        |
| Hellblau | PO                 | nur am Training teilgenommen (practiced only)                    |
| Hellblau | TD                 | Freitags-Testfahrer (test driver)                                |
| ohne     | DNP                | nicht am Training teilgenommen (did not practice)                |
| ohne     | INJ                | verletzt oder krank (injured)                                    |
| ohne     | EX                 | ausgeschlossen (excluded)                                        |
| ohne     | DNA                | nicht erschienen (did not arrive)                                |
| ohne     | C                  | Rennen abgesagt (cancelled)                                      |
| ohne     | keine WM-Teilnahme |                                                                  |
| sonstige | P/fett             | Pole-Position                                                    |
| sonstige | 1/2/3/4/5/6/7/8    | Punktplatzierung im Sprint-/Qualifikationsrennen                 |
| sonstige | SR/kursiv          | Schnellste Rennrunde                                             |
| sonstige | *                  | nicht im Ziel, aufgrund der zurückgelegten Distanz aber gewertet |
| sonstige | ()                 | Streichresultate                                                 |
| sonstige | unterstrichen      | Führender in der Gesamtwertung                                   |